# Relations entre la Guinée et le Mali
Les relations entre la Guinée et le Mali sont des relations diplomatiques bilatérales entre la République de Guinée et le Mali. La longueur de la frontière nationale entre les deux pays est de 1 062 km.

## Histoire
Depuis l’indépendance de la Guinée le 2 octobre 1958 et au début des années 1960, le Mali et la Guinée entretiennent de bonnes relations.
Entre 1961 et 1962, avec le Ghana, ils formaient l'Union des États africains.
Les deux pays partagent l'héritage culturel du balafon sacré le Sosso Bala, il se trouve aujourd'hui en Guinée, dans le village de Niagassola, à proximité de la frontière entre les deux pays. Il y est conservé par les descendants de Balla Fasséké Kouyaté dans une case sacrée. Il a été classé au patrimoine culturel immatériel de l'humanité.
Après une série d'incidents frontaliers, l'ambassadeur de Guinée au Mali a fait allusion à la présence de tiers provocateurs susceptibles de provoquer un conflit. Dans l’ensemble, les relations diplomatiques entre les deux pays n’ont pas été affectées par les incidents, mais des affrontements transfrontaliers répétés ont suscité des inquiétudes quant aux dommages causés à l’activité économique dans la région. Cependant, les autorités des deux pays s'efforcent de répondre au mécontentement local croissant afin d'éviter une nouvelle escalade, des pertes de vies humaines et des dommages matériels.
En 1996, une concertation sur la frontière a échoué entre les deux pays. La République du Mali met alors en place une politique originale et motrice des frontières autour du concept de « pays-frontières », impulsé par le président Alpha Omar Konaré.
La matérialisation juridique de la frontière Mali - Guinée est une des plus en retard vu la cohabitation mixte des deux côtés des frontières. La 1re session de la commission technique mixte de matérialisation de la frontière s’est tenue à Bamako en septembre 1994, elle demeure aujourd’hui au stade de recherche et d’exploitation de documents cartographiques et juridiques, devant servir de base à la délimitation.
Lors des épidémies d'Ebola en 2014 et de COVID-19, seule la frontière guinéo-malienne n'a pas été fermée immédiatement,.
En novembre 2017, des mineurs d’or illégaux des deux pays se sont livrés à une bagarre massive, faisant 22 morts. En mai 2018, des affrontements ont eu lieu le long de la frontière entre les forces de l'ordre des deux pays, faisant 6 morts et une soixantaine de blessés. Un cortège de mariage en provenance du Mali a demandé à la police guinéenne l'autorisation de franchir la frontière de l'État. Ayant reçu un refus, les citoyens maliens ont commencé à leur jeter des pierres, et la police guinéenne a répondu en ouvrant le feu et en tuant plusieurs Maliens.
Lors des embargos de la CEDEAO en 2021, la Guinée a ouvert ses frontière et son port autonome pour le commerce international.
Le 16 novembre, le président guinéen, le Colonel Mamadi Doumbouya a inauguré au port autonome de Conakry, le parc de stationnement d'une capacité de 1200 camions dénommé « le parc de Kidal » réservé exclusivement aux véhicules du Mali.
Le 3 juin 2023, le autorités guinéennes et maliennes ont procédé à l’inauguration d'un aire de stationnement de camions des conducteurs, sur le corridor Bamako Conakry dans la sous-préfecture du Kourémalé, située à la frontière guinéo-malienne.
La Guinée et le Mali sont membres de la Communauté économique des États de l'Afrique de l'Ouest (CEDEAO).

## Missions diplomatiques
- La Guinée a une ambassade à Bamako[9].
- Le Mali dispose d'une ambassade à Conakry[10].